# 三方原パーキングエリア
三方原パーキングエリア（みかたはらパーキングエリア）は、静岡県浜松市中央区の東名高速道路のパーキングエリアである。スマートインターチェンジを併設する。三方ヶ原の戦いの古戦場の近くにある。

## 道路
- E1 東名高速道路

## 沿革
- 1969年（昭和44年）2月1日 : 浜松西IC - 浜松IC間開通に伴い、三方原（みかたがはら）パーキングエリアとして供用開始。
- 2017年（平成29年）3月18日 : 三方原（みかたはら）パーキングエリアに改称。スマートインターチェンジが供用開始。これに伴い、本線上の案内標識のローマ字表記が「Mikatagahara」から「Mikatahara」に変更された。

## 施設

### 上り線（東京方面）
- 駐車場
  - 大型 24台
  - 小型 27台
- トイレ
  - 男性 大2（和式0・洋式2）・小6
  - 女性 8（和式1・洋式7）
    - 同伴の男児用 1

  - 車椅子用 1
- コンビニエンスストア「ファミリーマート」（24時間）
  - キャッシュコーナー（イーネット：スルガ銀行管理）
  - 郵便ポスト（積志郵便局）

### 下り線（名古屋方面）
- 駐車場
  - 大型 29台
  - 小型 38台
- トイレ
  - 男性 大3（和式1・洋式2）・小8
  - 女性 11（和式2・洋式9）
    - 同伴の男児用 1

  - 車椅子用 1
- スナック（24時間）
- ショッピング（24時間）
- ぷらっとパーク

### 三方原スマートインターチェンジ
三方原スマートインターチェンジ（みかたはらスマートインターチェンジ）は、三方原パーキングエリアに併設のスマートICである。2017年3月18日供用開始。
利用可能車種はETC搭載の全車種（長さ16.5m以下の車両）で24時間運用。上下線ともに出入可である。

## 写真

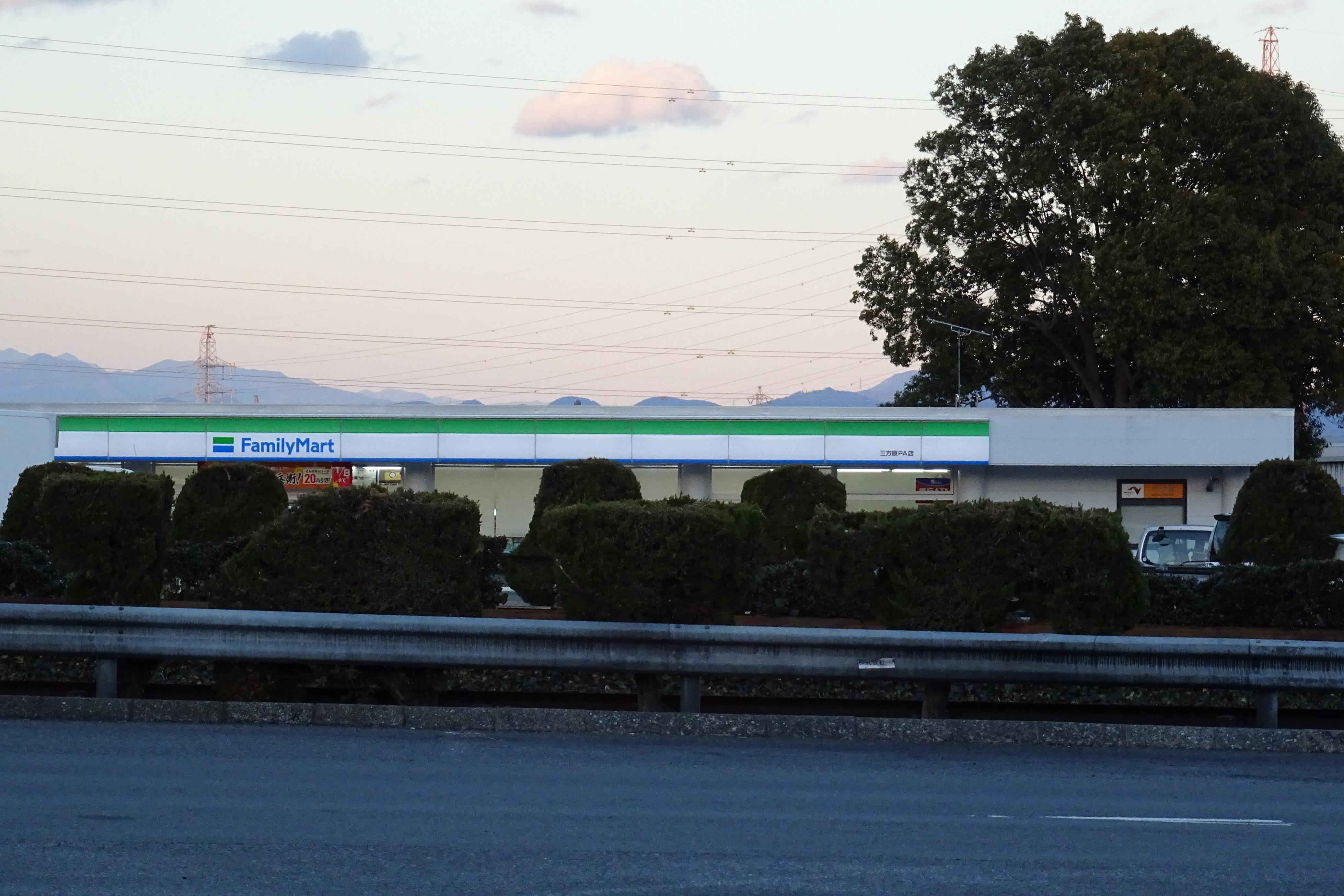
上り施設（ファミリーマート）

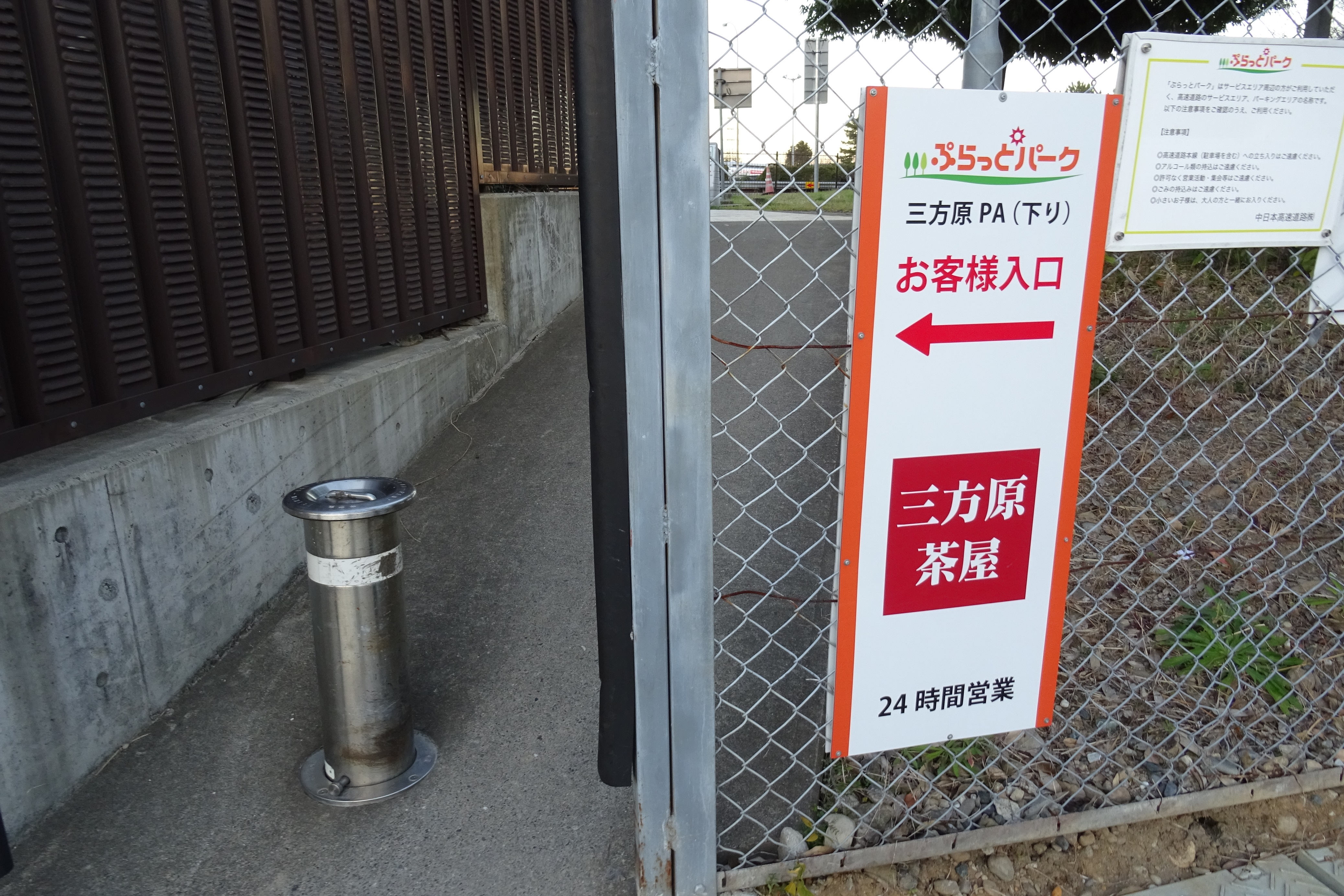
下り施設 ぷらっとパーク（2018年1月）

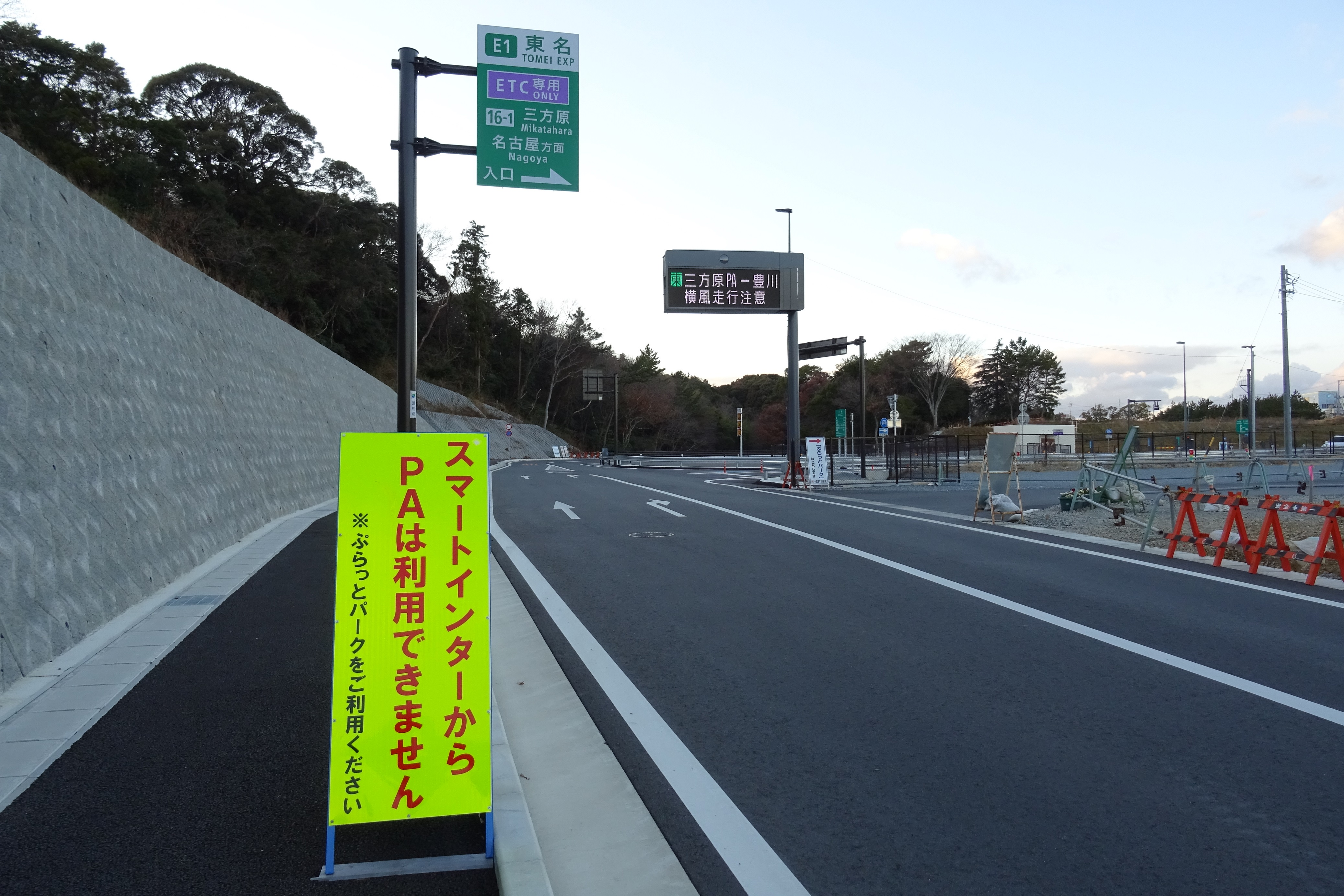
下り線スマートIC

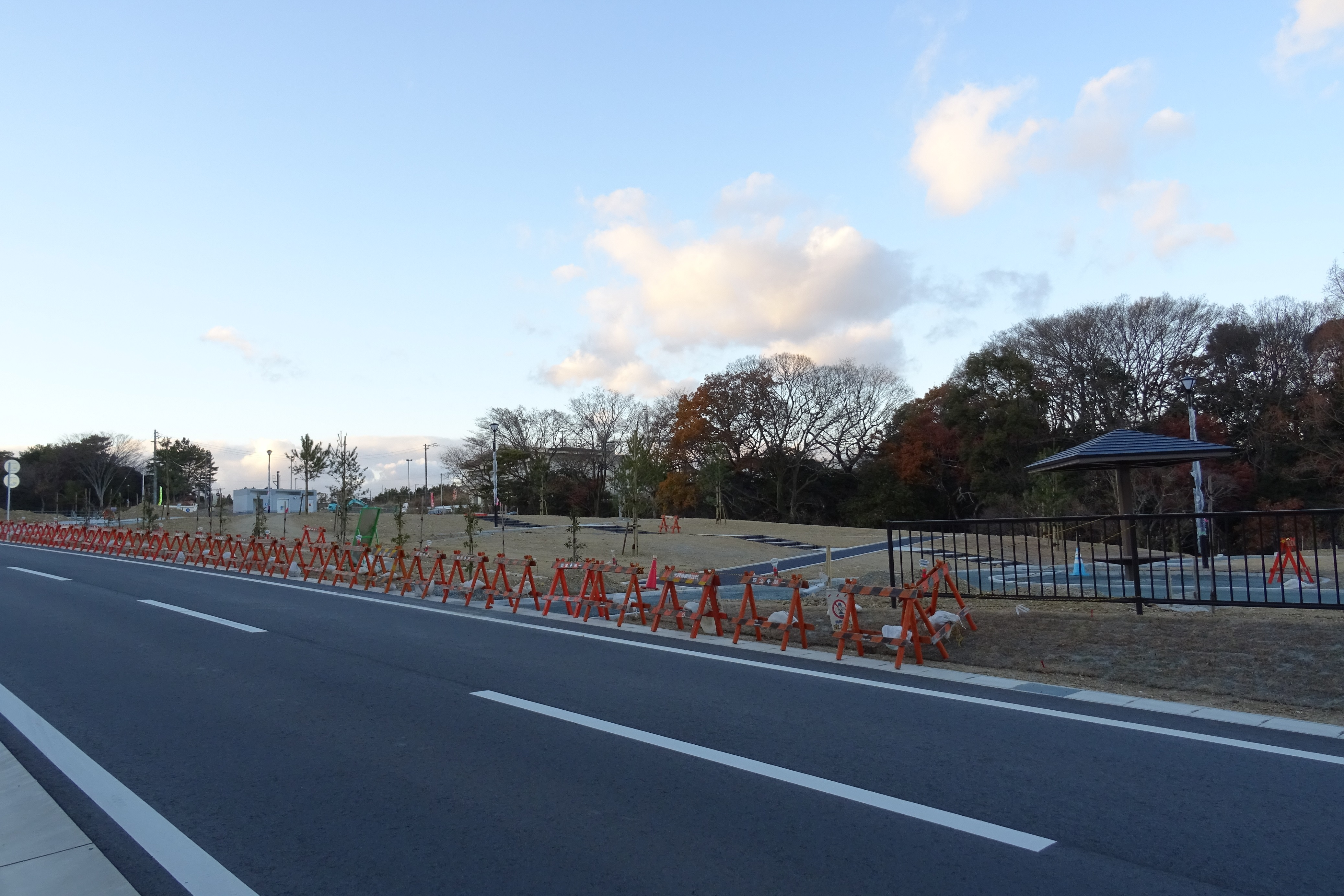
下りスマートIC周辺公園整備中（2018年1月）

## 周辺
- 静岡県立三方原学園 (隣接)
- 有玉緑地公園 (隣接)
- 津島神社
- 浜松医科大学
- 浜松医科大学医学部附属病院
- 松岳院
- 浜松日体中学校・高等学校
- 静岡県立浜松工業高等学校
- 浜松市立開成中学校
- 浜松市立萩丘小学校
- 静岡県立浜松城北工業高等学校

## 隣
E1 東名高速道路
(16) 浜松IC - (16-1) 三方原スマートIC / 三方原PA - (16-2) 浜松西IC